# Liste des correspondants d'Érasme

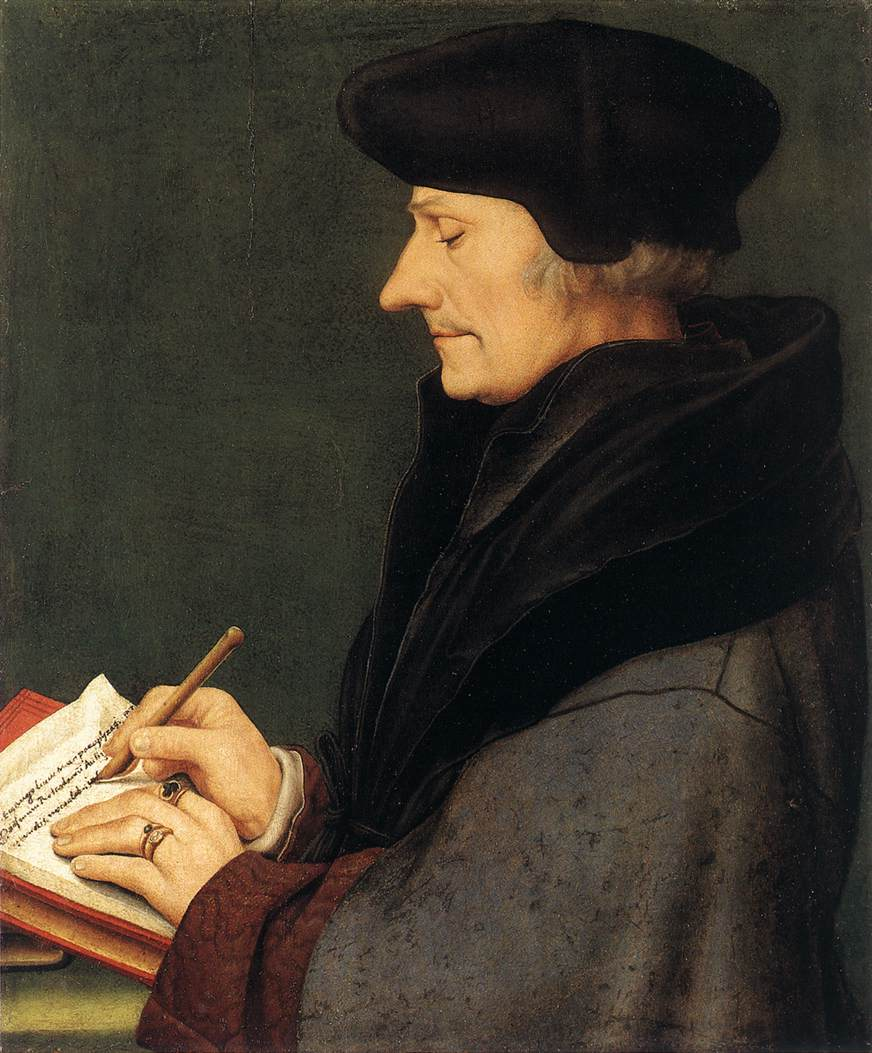
Érasme écrivant une lettre. Hans Holbein le Jeune a représenté en 1523 le prince des humanistes dans son activité d'épistolaire.

La correspondance d’Érasme est une source historique et documentaire essentielle pour la connaissance de la République des Lettres à l'époque de l'Humanisme en Europe.

## Érasme épistolographe
Érasme lui-même a depuis son adolescence aimé l'art de la correspondance : « Lorsque j'étais un adolescent et plus tard, quand je suis devenu un adulte, j'écrivais de nombreuses lettres. Cependant, je n'en ai rédigé presque aucune en vue de sa publication. Je formais mon style, je meublais les heures creuses, je plaisantais avec des amis, je me laissais aller à mon humeur du moment. Je ne faisais donc pour ainsi dire rien d'autre que me distraire et je ne m'attendais pas du tout à voir mes amis recopier et conserver des bagatelles de cette espèce ».
Mais malgré cette feinte modestie, Érasme connaissait l'importance de ses lettres et en a publié de son vivant plusieurs recueils. Certaines adressées ou reçues par de grands personnages faisaient connaître au public ou à ses détracteurs les puissants appuis qui assuraient sa protection et sa vie. C'est d'ailleurs ce que lui reprochait Ulrich von Hutten qui l'accusait dans son Expostulation de publier sa correspondance avec les puissants pour établir sa réputation et faire accroître son crédit.

## Le théoricien de l'art épistolaire
De plus, expert dans l'art épistolaire, il s'en fit le théoricien en publiant en 1522 chez Froben à Bâle, avec frontispice de Hans Holbein l'Ancien, son Opus de conscribendis epistolis, quod quidam et mendosum et mutilum aediderunt, recognitum ab autore et locupletatum ("Traité de l'art d'écrire des lettres que certains avaient édité dans une version trompeuse et mutilée, texte revu et enrichi par l'auteur"). Cette publication répondait à une édition pirate publiée à Erfurt en 1520 par l'imprimeur Mathieu Maler sous le titre de Brevissima maximeque compendiaria conficiendarum epistolarum formula d'après une copie volée ou retranscrite clandestinement par un scribe soudoyé et déformée honteusement. Cette édition précédée en plus d'une fausse lettre d'Érasme à un personnage imaginaire, Petrus Paludanus, eut toutefois beaucoup de succès ce qui incita Érasme à publier le plus rapidement son traité revu et augmenté.

## Les recueils épistolaires publiés par Érasme lui-même
Outre quelques lettres isolées, par exemple celles insérées dans le recueil des lettres de Robert Gaguin imprimées en 1498 à Paris, il a veillé lui-même à l'édition de recueils épistolaires.
- 1515 : Erasmi Roterodami epistola ad Leonem X. Pont. Max. de laudibus illius, & noua Hieronymianorum operum æditione, dans : Iani Damiani Senensis ad Leonem X. Ponyt. Max. de expeditione in Turcas Elegeia, Basileae, apud Ioannem Frobenium, 1515.
- 1516 : Epistolae aliquot illustrium virorum ad Erasmum Roterodamum et huius ad illos, Louvain : Thierry Martens, 1516. (Venundantur a Theodorico Martino Alustensi Chalcographo fidelissimo).
- 1517 : Aliquot epistolae sanequam élégantes Erasmi Roterodami et ad hunc aliorum eruditissimorum hominum antehac nunquam excusae praeter unam et alteram, Louvain, 1517 chez Thiery Martens, Bâle chez Froben 1518 et Strasbourg chez Mathias Schürer 1519.
- 1518 : Auctarium selectarum aliquot epistolarum Erasmi Roterodami ad eruditos et horum ad illum, Bâle chez Froben, 1518 (Apud inclytam Basileam).
- 1519 : Farrago nova epistolarum ad alios et aliorum ad hunc, admixtis quibusdam quas scripsit etiam adolescens, Bâle, chez Froben, 1519. Somptueux volume de 410 pages in-folio orné d'un frontispice gravé par Urs Graf.
- 1521 : Epistolae Desiderii Erasmi Roterodami ad diversos et aliquot aliorum ad illum per amicos eruditos ex ingentibis fasiculis schedarum collectae, in-folio de 684 pages, à Bâle chez Jean Froben, "pridie Cal. Septembris", 1521.
- 1528 : Selectae aliquot epistolae Desiderii Erasmi Roterodami nunquam antehac evulgatae, Bâle chez Jean Herwagen et Jérôme Froben, 1528.
- 1529 : Opus epistolarum Desiderii Erasmi Roterodami per autorem diligenter recognitum et adiectis innumeris novis fere ad trientem auctum, Bâle chez Jérôme Froben, Jean Herwagen et Nicolas Episcopius, 1529 (Basileae ex officina Frobeniana). Ce livre immense contient une "chiliade" de lettres, certaines déjà publiées mais contenant bien plus qu'un tiers de lettres nouvellement éditées[4].
- 1531 : Epistolarum floridarum liber unus, antehac nunquam excusus, Bâle chez Jean Herwagen, 1531 (Basileae in officina Iohannis Hervagii mense septembri 1531). Érasme qui ne manquait pas d'esprit regrettera plus tard ces "Lettres fleuries" et écrira le 9 août 1532 à Charles Utenhove "j'ai relu mes lettres appelées fleuries, je les trouve plutôt fânées[5]".
- 1532 : Epistolae palaeonaeoi. Ad haec responsio ad disputationem cuiusdam Phimostomi de divortio, Fribourg en Brisgau chez Jean Emmeus, septembre 1532.

## Recueil de lettres d'Érasme publié par Adrien Barland
Un grand admirateur d'Érasme, Adrien Barland, a publié du vivant de celui-ci, en 1520, une anthologie de lettres choisies, dans un but didactique afin de donner des exemples de lettres élégantes.
- Epistolae aliquot selectae ex erasmicis per Hadrianum Barlandum, Lovanii apud Theodoricum Martinum Alostensem, décembre 1520 (Louvain : Thierry Martens) ; ensuite Anvers, 1522, chez Michel Hillen.

## Recueils de lettres d'Érasme publiés à l'époque contemporaine
- (la) P. S. Allen, (éd.), Opus epistolarum Des. Erasmi Roterodami : denuo recognitum et auctum, per Percy Stafford Allen, Helen Mary Allen and Heathcote William Garrod. Compendium vitae P.S. Allen addidit H.W. Garrod. Indices (T. XII) compilavit Barbara Flower; perfecit et edidit Elisabeth Rosenbaum, Oxford, éd. Clarendon, 1906-1958, 12 vol. in 8° : 
  - Tome I : 1484-1514, XXIV + 615 p. (1906)
  - Tome II : 1514-1517, XX + 603 p. (1910)
  - Tome III : 1517-1519, XXXI + 634 p. (1913)
  - Tome IV : 1519-1521, XXXII + 632 p. (1922)
  - Tome V : 1522-1524, XXIII + 631 p. (1924)
  - Tome VI : 1525-1527, XXV + 518 p. (1926)
  - Tome VII : 1527-1528, XXIII + 558 p. (1928)
  - Tome VIII : 1529-1530, XLIV + 515 p. (1934)
  - Tome IX : 1530-1532, XXIII + 497 p. (1938)
  - Tome X : 1532-1534, XXIV + 440 p. (1941)
  - Tome XI : 1534-1536, XXVII + 400 p. (1947)
- (en) Collected Works of Erasmus (Toronto, 1976-), qui reprend l'édition Allen à quelques ajouts et corrections près.
- (fr) La correspondance d'Érasme, traduite et annotée d'après le texte latin de l' Opus epistolarum de P.S. Allen ; sous la direction d'Aloïs Gerlo, XII volumes (Vol. I, Paris : Gallimard 1967, puis Bruxelles : University Press).

## Liste des rédacteurs ou destinataires des lettres
Parmi les destinataires de ces lettres d'Érasme ou les rédacteurs de lettres adressées à Érasme, on trouve :
| - Le pape Adrien VI - Henricus Afinius (Hendrik van den Eynde) - Georg Agricola - Heinrich Cornelius Agrippa - le cardinal Albert de Brandebourg - André Ammonius - Faustus Andrelinus - Jacques Batt - William Blount, IVe baron Mountjoy disciple d'Érasme qui le qualifiait d’ inter nobiles doctissimus. - Guillaume Budé - Henry Bullock (Bovillus) - William Burbank | - Henry Byers - le cardinal Lorenzo Campeggio - John Claymond - John Colet - Martin Dorp - Wolfgang Capiton - John Fisher - Richard Foxe - Le prince-électeur Frédéric de Saxe - Le duc Georges de Saxe - Damião de Góis - William Grocyn | - Le roi Henri VIII - Ulrich von Hutten - Justus Jonas - William Latimer - Edward Lee - Le pape Léon X - Thomas Linacre - Maarten Lips - Thomas Lupset - Martin Luther - Alde Manuce l'Ancien - Le prince de Carpi Alberto III Pio di Savoia - Philippe Melanchthon | - Le chancelier Thomas More - Petrus Mosellanus - Johannes Œcolampade - Richard Pace - Johann Reuchlin - Beatus Rhenanus - Érasme Schetz, ancêtre de la Maison d'Ursel - Peter Thaborita - Le prince-évêque Cuthbert Tunstall - Polydore Virgile - Juan Luis Vives - Le chancelier William Warham - Le cardinal Thomas Wolsey |